# Total War: Shogun 2
Total War: Shogun 2 es un videojuego de estrategia en tiempo real desarrollado por The Creative Assembly y publicado por Sega. Esta es la quinta entrega de la serie Total War y nos ingresa en el Japón del siglo XVI del primer juego de Total War, Shogun: Total War tras una serie de juegos ambientados en Europa, Asia occidental y las costas africanas. El juego fue lanzado el 15 de marzo de 2011. Shogun 2 recibió elogios de la crítica de los revisores. Es especialmente elogiado por la simplificación y el perfeccionamiento de la serie al volver a sus raíces.

## Escenario
Shogun 2 se establece en el Japón feudal del siglo XVI, a raíz de la guerra Ōnin. El país se separa en clanes rivales liderados por caudillos locales que luchan por el control de Japón. El jugador asume la gestión de uno de estos clanes, con el objetivo de derrotar a otras facciones y afirmar su dominio sobre Japón. La edición estándar del juego cuenta con un total de ocho facciones (más una facción novena para el tutorial), cada uno con una única posición inicial y diferentes fuerzas políticas y militares. La edición limitada incluye un clan ninja exclusivo, Hattori, y un DLC desbloquea un clan décimo, Ikko-Ikki. El juego se aleja del marco europeo de juegos anteriores de la saga y vuelve a la región geográfica del primer juego, aunque haciendo cambios significativos a los elementos característicos en Shogun 2. Como ejemplo, para reflejar las características de la guerra en Asia oriental, la IA está diseñada con los principios de El arte de la guerra de Sun Tzu. Además, en comparación con el juego anterior, Empire, que abarcó casi todo el mundo, la nueva entrega se centra sólo en las islas de Japón (excepto Hokkaido) y en un número reducido de tipos de unidad.
En la campaña, el jugador debe supervisar el desarrollo de los asentamientos, la producción militar, el crecimiento económico y el avance tecnológico, respectivamente. Los ejércitos y las unidades se organizan y se mueven alrededor del mapa de campaña estilizado por el jugador para llevar a cabo batallas con las otras facciones. Además de luchar, el jugador puede participar en la diplomacia, las maniobras políticas y el uso de agentes especiales para ganar la partida. Los ninjas y geisha también están presentes en el juego como asesinos y espías. Si bien la religión no es tan relevante como lo fue en el Medieval II: Total War, no puede ser descuidada por el jugador. Una mayor interacción con los extranjeros europeos (comercio Nanban), por ejemplo, para mejorar el comercio y adquirir armas de fuego, expone el clan al cristianismo, lo que aumentará seriamente el malestar religioso en las provincias. Los agentes religiosos, como los monjes y los sacerdotes, pueden usarse para convertir a la población enemiga.
Hay nueve clanes principales que habitan las provincias de Japón de los que el jugador puede elegir. Hay otros, incluido el "clan de retención de Akamasu". Todos los clanes tienen ventajas particulares en ciertas áreas, para dar más variedad de estilo al juego.
- El clan Chosokabe, anteriormente protegidos por el clan Ichijo, con quienes luego rompieron, habita la provincia de Tosa y puede reclutar infantería superior con arco y generar más ingresos gracias a la agricultura, debido a su experta experiencia en el cultivo.
- El clan Date, caracterizado por sus feroces ataques y de tener numerosos enemigos, con el clan Mogami entre ellos, controla Iwate y puede reclutar samuráis ōdachi superiores, y sus unidades también obtienen un bonus al cargar.
- El clan Hojo, maestros en defensa, son grandes constructores de castillos y especialistas en asedios. Habitan Izu y Sagami, y, aunque viven constantemente amenazados, actualmente están en paz con los Takeda y los Imagawa.
- El clan Mori habita en Aki y tiene una larga historia de maestría naval, especialmente debido a las batallas entre los clanes Ouchi y Amako.
- El clan Oda están establecidos en Owari y sus comandantes potencian a los ashigaru, que consiguen grandes beneficios.
- El clan Shimazu, con una larga tradición, controla Satsuma y puede reclutar samuráis superiores armados con katana, sus generales también son más leales a su clan.
- Los caudillos del clan Takeda presiden Kai y reclutan caballería superior, con los cuales enfrentaron duras batallas contra los clanes Hojo e Imagawa.
- El clan Tokugawa habita en la provincia de Mikawa inicialmente como un vasallo del clan Imagawa y depende de las relaciones diplomáticas y el reclutamiento de los mejores guerreros ninja y metsuke.
- El clan Uesugi controla Echigo y se especializa en el budismo, lo que les permite reclutar mejores monjes y monjes guerreros, así como generar más ingresos gracias al comercio.

También hay tres facciones disponibles como contenido descargable (sin embargo, la facción de Hattori se complementó con las reservas del juego):
- Los Hattori son la familia líder en Iga y reclutan ninjas y guerrero ninjas especializados con más experiencia.
- El clan Ikko-Ikki es una "familia" de rebeldes religiosos que controlan Echizen y Kaga y reclutan a ronins y monjes guerreros superiores.
- El clan Otomo controla la provincia de Bungo y la de Buzen, comienzan bajo la fe católica y pueden reclutar unidades de armas de fuego superiores, así como una infantería de élite portuguesa conocida como los tercios.

## Sistema de juego
Al igual que en Empire: Total War y Napoleon: Total War, Total War: Shogun 2 incluye enfrentamientos navales a gran escala. Esta vez, sin embargo, alrededor, los mapas de batalla incluyen islas de tierra para la orientación del jugador. Las unidades navales que se incluyen son una mezcla de Bunes, Kobayas y especial sello rojo y barcos de comercio de Nanban.
También, la mecánica de asedio del Shogun 2: Total War ha sido mejorada enormemente. En lugar de ser simplemente unidades que rodean al enemigo y se mantienen a la espera de un agujero que aparezca en las defensas, los atacantes deben luchar a través de castillos y fortalezas de varios niveles. The Creative Assembly ha anunciado que habrá castillos con 5 niveles de construcción, como en Medieval II: Total War.
The Creative Assembly también ha rehecho la inteligencia artificial de Total War: Shogun 2. Los juegos contienen una AI, como la del original Shogun: Total War, que supuestamente está programado según las enseñanzas del Libro de Sun Tzu en el arte de la guerra.

### Multijugador
El Multijugador en Shogun 2: Total War ha sido implementado a través del servicio de Steam Valve. Hay 2 principales modos multijugador, la campaña Co-op (Cooperativa) y la conquista de Avatar.
Campaña Co-op
La campaña Co-op permite a dos jugadores hacer equipo y dedicarse a aniquilar las facciones rivales en el juego. La campaña cooperativa funciona en gran parte del mismo modo que la campaña de un jugador, con la salvedad de tener un amigo jugando junto contigo controlando tu mismo Clan mientras que también existe la opción de controlar el suyo. Se puede luchar batallas en el mapa 3D juntos y controlar el mapa de estrategia juntos de esta forma.
Conquista de Avatar
El Avatar de conquista es un Nuevo modo añadido a la franquicia Total War. Le permite al jugador, crear su propio Avatar Personalizando, su uniforme, combinación de colores, Estandarte del clan y mucho más. Luego sereis colocados en un mapa de Japón, donde se puede mover tu avatar por el mapa en distintos territorios y participar en batallas terrestres y marítimos vivos a través de emparejamiento.

## Recepción
Total War: Shogun 2 recibió elogios de la crítica, teniendo las puntuaciones de revisión de un 90 por ciento y 89 por ciento en Metacritic y GameRankings respectivamente. IGN le dio un 9/10. Daniel Shannon de GameSpot calificó como "el mejor juego de Total War hasta ahora".
Alan Blair (programador de la campaña), Kevin McDowell (artista principal) y Scott Pitkethley (programador de la campaña) ganaron premios British Academy Video Games Awards por Total War: Shogun 2 por el mejor juego de estrategia.